# Grafschaft Tengling
Die Grafschaft Tengling mit dem Hauptort Tengling (heute Ortsteil von Taching am See im Landkreis Traunstein) entstand Mitte des 11. Jahrhunderts bei einer Aufteilung des Besitzes der Sieghardinger
Die Grafen von Tengling waren:
- Friedrich I. von Pongau, † 1071, Graf von Tengling 1048, Graf im Salzburggau, Sohn von Graf Sieghard/Sizo VII. (X Menfö 1044) und Bilihild von Andechs, Enkel von Graf Engelbert III. im Chiemgau († 1020)
  - Sieghard IX., † 1104, Sohn Friedrichs I., Graf von Tengling wohl 1074 – Nachkommen: die Grafen von Schala und Burghausen (bis 1194)
  - Friedrich II., † wohl 1120, Sohn Friedrichs I., Graf von Tengling 1108 – Nachkommen: die Grafen von Peilstein (bis um 1207) und Kleeberg (bis 1218)

Die Grafschaft Tengling ist deswegen bekannt, weil Graf Sieghard IX. mit Ida, der einzigen Schwester des späteren Herzogs (1106), Königs (1125) und Kaisers (1133) Lothar III. aus der Familie der Supplinburger verheiratet war.
Der Stammsitz, die Burg Tengling, wurde nach dem Aussterben der Tenglinger Grafen von deren Erben, den Grafen von Lebenau, um 1130 aufgegeben und verfiel. 1146 wurde die Feste in die Kirche Maria Burg umgewandelt.